# Vlastimil Borecký
Vlastimil Borecký, parfois surnommé Vlasta Borecký, né le 1er juin 1907 à Prague (Autriche-Hongrie), est un joueur et entraîneur tchécoslovaque de football. Il évoluait comme demi-centre.

## Biographie

### Vie civile
Il est diplômé de lUniversité technique de Prague en 1931 comme ingénieur mécanique. Après ce diplôme, il quitte la Tchécoslovaquie et vit dans plusieurs pays entre 1931 et 1939 où il travaille tantôt comme ingénieur tantôt comme footballeur. Il est notamment employé pendant deux ans pour Renault. En 1939, il revient en Tchécoslovaquie et travaille dans l'usine d'armement et de machines-outils Zbrojovka à Brno où il est responsable de la vente des outils. Il quitte l'entreprise en 1944 pour Klöckner en tant qu'ingénieur. Il se met ensuite à compte à partir de 1945 en tant agent d'import-export. Il quitte la Tchécoslovaquie en 1949 car il refuse de prendre sa carte au parti communiste alors au pouvoir. Il se réfugie en Suisse où il devient entraîneur mais il continue en parallèle à représenter des entreprises tchèques.

### En club
Demi-centre (milieu de terrain axial) du SK Čechie Karlín (cs) depuis 1924, Borecký profite d'une tournée de son club en Europe de l'Ouest en 1930 pour être y poursuivre sa carrière professionnelle. Il arrive au Stade rennais UC en septembre 1930, puis le FC Antibes, Borecký évolue au FC Bâle, en Suisse, de 1931 à 1934, où il dispute un total de 52 matchs et inscrit 2 buts. Il y remporte notamment la Coupe de Suisse en 1933.
En 1934, il est recruté par l'US Saint-Servan, en Division 2. Il fait forte impression mais son club ne termine pas la saison du fait de difficultés financières. L'année suivante il rejoint le Stade Malherbe caennais dont il est l'inamovible leader technique pendant trois saisons, jusqu'à la disparition de la section professionnelle en 1938,. En décembre 1935, il est appelé en équipe de Normandie pour affronter la sélection B de Yougoslavie. Les Normands l'emportent (6-1), Borecky est le meilleur joueur du match. En avril 1936, le « très bon demi-centre caennais » est contacté par les dirigeants du Havre AC mais les dirigeants caennais refusent de le laisse partir. Devenu capitaine, il seconde l'entraîneur Maurice Cottenet la dernière saison.
En 1939, il repart en Suisse et joue pour le Cantonal Neuchâtel.
Revenu en Tchécoslovaquie, il est l'entraîneur du SK Židenice lors du championnat de Bohême-Moravie de 1941-1942.

## Palmarès
- Vainqueur de la Coupe de Suisse de football en 1933.